# Боболиці (Нижньосілезьке воєводство)
Боболиці (пол. Bobolice) — село в Польщі, у гміні Зомбковиці-Шльонські Зомбковицького повіту Нижньосілезького воєводства.
Населення — 543 особи (2011).
У 1975-1998 роках село належало до Валбжиського воєводства.

## Демографія
Демографічна структура станом на 31 березня 2011 року:
|          | Загалом | Допрацездатний вік | Працездатний вік | Постпрацездатний вік |
| -------- | ------- | ------------------ | ---------------- | -------------------- |
| Чоловіки | 270     | 39                 | 205              | 26                   |
| Жінки    | 273     | 47                 | 179              | 47                   |
| Разом    | 543     | 86                 | 384              | 73                   |